# Chubb Classic
De Chubb Classic is een jaarlijks golftoernooi in de Verenigde Staten dat deel uitmaakt van de Champions Tour. Het vindt sinds de oprichting in 1988 telkens plaats in Naples (Florida), maar wel op verschillende golfbanen. Het toernooi wordt gespeeld in een strokeplay-formule met drie ronden en er is geen cut.

## Geschiedenis
In 1988 werd het toernooi opgericht als de Aetna Challenge. De eerste editie werd gewonnen door de Zuid-Afrikaan Gary Player. In de jaren negentig werd het toernooi meermaals hernoemd, onder meer naar de IntelliNet Challenge en de LG Championship. Sinds 1999 wordt het toernooi georganiseerd onder de naam ACE Group Classic waarna het vanaf 2016 verder ging onder de naam Chubb Classic.
Sinds de oprichting wordt het toernooi georganiseerd in de maand februari.

## Golfbanen
| Jaren   | Golfbaan                            |
| ------- | ----------------------------------- |
| 1988–90 | The Club at Pelican Bay             |
| 1991–95 | The Vineyards Golf & Country Club   |
| 1996    | The Classics at Lely Resort         |
| 1997–99 | Bay Colony Golf Club                |
| 2000–01 | Pelican Marsh Golf Club             |
| 2002–06 | The Club at TwinEagles              |
| 2007–08 | Quail West Golf & Country Club      |
| 2009    | TPC Treviso Bay                     |
| 2010–11 | The Quarry                          |
| 2012-   | TwinEagles Golf Club (Talon Course) |

## Winnaars
| Jaar                                         | Winnaar                 | Score           | Score           | Info                                                                               |
| Aetna Challenge                              | Aetna Challenge         | Aetna Challenge | Aetna Challenge | Aetna Challenge                                                                    |
| -------------------------------------------- | ----------------------- | --------------- | --------------- | ---------------------------------------------------------------------------------- |
| 1988                                         | Gary Player             | 207             | –9              |                                                                                    |
| 1989                                         | Gene Littler            | 209             | –7              |                                                                                    |
| 1990                                         | Lee Trevino             | 200             | –16             |                                                                                    |
| 1991                                         | Lee Trevino             | 205             | –11             |                                                                                    |
| 1992                                         | Jimmy Powell            | 197             | –19             |                                                                                    |
| Better Homes & Gardens Real Estate Challenge |                         |                 |                 |                                                                                    |
| 1993                                         | Mike Hill               | 202             | –14             |                                                                                    |
| The IntelliNet Challenge                     |                         |                 |                 |                                                                                    |
| 1994                                         | Mike Hill               | 201             | –15             |                                                                                    |
| 1995                                         | Bob Murphy              | 137             | –7              |                                                                                    |
| 1996                                         | Al Geiberger            | 202             | –14             |                                                                                    |
| LG Championship                              |                         |                 |                 |                                                                                    |
| 1997                                         | Hale Irwin              | 201             | –15             |                                                                                    |
| 1998                                         | Gil Morgan              | 210             | –6              |                                                                                    |
| ACE Group Classic                            |                         |                 |                 |                                                                                    |
| 1999                                         | Allen Doyle             | 203             | –13             |                                                                                    |
| 2000                                         | Lanny Wadkins po        | 202             | –14             | Won de play-off van José Maria Cañizares, Walter Hall en Tom Watson                |
| 2001                                         | Gil Morgan              | 204             | –12             |                                                                                    |
| 2002                                         | Hale Irwin              | 200             | –16             |                                                                                    |
| 2003                                         | Vicente Fernández       | 202             | –14             |                                                                                    |
| The ACE Group Classic                        |                         |                 |                 |                                                                                    |
| 2004                                         | Craig Stadler           | 209             | –7              |                                                                                    |
| 2005                                         | Mark James              | 203             | –13             |                                                                                    |
| 2006                                         | Loren Roberts           | 202             | –14             |                                                                                    |
| 2007                                         | Bobby Wadkins           | 201             | –15             |                                                                                    |
| 2008                                         | Scott Hoch po           | 202             | –14             | Won de play-off van Brad Bryant, Tom Jenkins en Tom Kite                           |
| 2009                                         | Loren Roberts           | 209             | –7              |                                                                                    |
| 2010                                         | Fred Couples            | 199             | –17             |                                                                                    |
| 2011                                         | Bernhard Langer         | 196             | –20             |                                                                                    |
| ACE Group Classic                            |                         |                 |                 |                                                                                    |
| 2012                                         | Kenny Perry             | 196             | –20             |                                                                                    |
| 2013                                         | Bernhard Langer         | 204             | –12             |                                                                                    |
| 2014                                         | Kirk Triplett           | 200             | –16             |                                                                                    |
| 2015                                         | Lee Janzen po           | 200             | –16             | Won de play-off van Bart Bryant                                                    |
| Chubb Classic                                |                         |                 |                 |                                                                                    |
| 2016                                         | Bernhard Langer         | 201             | –15             |                                                                                    |
| 2017                                         | Fred Couples            | 200             | –16             |                                                                                    |
| 2018                                         | Joe Durant              | 197             | –19             |                                                                                    |
| 2019                                         | Miguel Ángel Jiménez po | 200             | –13             | Won de play-off van Olin Browne en Bernhard Langer                                 |
| 2020                                         | Scott Parel             | 196             | –17             |                                                                                    |
| 2021                                         | Steve Stricker          | 200             | –16             |                                                                                    |
| 2022                                         | Bernhard Langer         | 200             | –16             |                                                                                    |
| 2023                                         | Bernhard Langer         | 199             | –17             |                                                                                    |
| 2024                                         | Stephen Ames            | 131             | –13             | Het toernooi werd ingekort tot 36 holes omwille van de slechte weersomstandigheden |

| Toernooirecord |  | po = winnaar na play-off |

## Meervoudige winnaars
Volgende golfers wonnen het toernooi meer dan één keer:
5 keer
- Bernhard Langer: 2011, 2013, 2016, 2022, 2023

2 keer
- Fred Couples: 2010, 2017
- Loren Roberts: 2006, 2009
- Hale Irwin: 1997, 2002
- Gil Morgan: 1998, 2001
- Mike Hill: 1993, 1994
- Lee Trevino: 1990, 1991

 Mitsubishi Electric Championship at Hualalai ·
 Hassan II Golf Trophy ·
 Chubb Classic ·
 Cologuard Classic ·
 Hoag Classic ·
 Galleri Classic ·
 James Hardie Pro-Football Hall of Fame Invitational ·
 Mitsubishi Electric Classic ·
 Insperity Invitational ·
 The Tradition ·
 Senior PGA Championship ·
 Principal Charity Classic ·
 American Family Insurance Championship ·
 Senior Players Championship ·
 US Senior Open ·
 Dick's Open ·
 The Senior Open Championship ·
 Boeing Classic · 
 Rogers Charity Classic ·
 The Ally Challenge
 Stifel Charity Classic ·
 Sanford International ·
 PURE Insurance Championship ·
 Constellation Furyk and Friends ·
 SAS Championship ·
 Dominion Energy Charity Classic ·
 Simmons Bank Championship ·
 Charles Schwab Cup Championship ·